# Pyrradiomètre
Le pyrradiomètre différentiel est un instrument qui mesure le rayonnement net (Rn). Cette grandeur physique entre en compte dans différentes formules relative à l’évapotranspiration calculée à partir du bilan d’énergie ou de la formule de Penman (1948). 

## Définition de Rn
On appelle « Rayonnement net » la somme algébrique des rayonnements reçus ou perdus par la surface du sol en comptant comme positifs ceux qui sont perdus. Les rayonnements G et A sont reçus, alors que R, r, Lg sont perdus soit :
Rn = G - R + A – r - Lg
- élément G : rayonnement global descendant.
- élément R : rayonnement global réfléchi au sol.
- élément r : rayonnement atmosphérique réfléchi au sol.
- élément Lg : rayonnement propre du sol.

Le pyrradiomètre différentiel comporte deux surfaces réceptrices noircies, l’une vers le haut a. L’autre vers le bas b voir schéma ci-joint.

## Description théorique
Les surfaces réceptrices a et b protégées par deux coupelles en polyéthylène traitées spécialement, absorbent les deux rayonnements provenant d'un angle solide 2π stéradians. Le rayonnement énergétique piégé par la coupelle est transformé en énergie thermique convertie en un flux de conduction interne qui se traduit par une différence de température entre les deux surfaces noires réceptrices. La mesure est alors ramenée à celle de la température de surface à l'aide de thermocouples répartis dans les surfaces noircies. Le nombre de thermocouples varie selon les constructeurs (fem = 5 à 20 yV/Wm{\displaystyle }). Le domaine spectral de 0,3 à 60 µm. La constante de temps est la minute.
Les étalonnages s'effectuaient à l'INRA de Montfavet. Ils doivent être  répétés régulièrement afin de tenir compte  de l'effet de vieillissement du noir absorbant.